# Holzkirche Urși

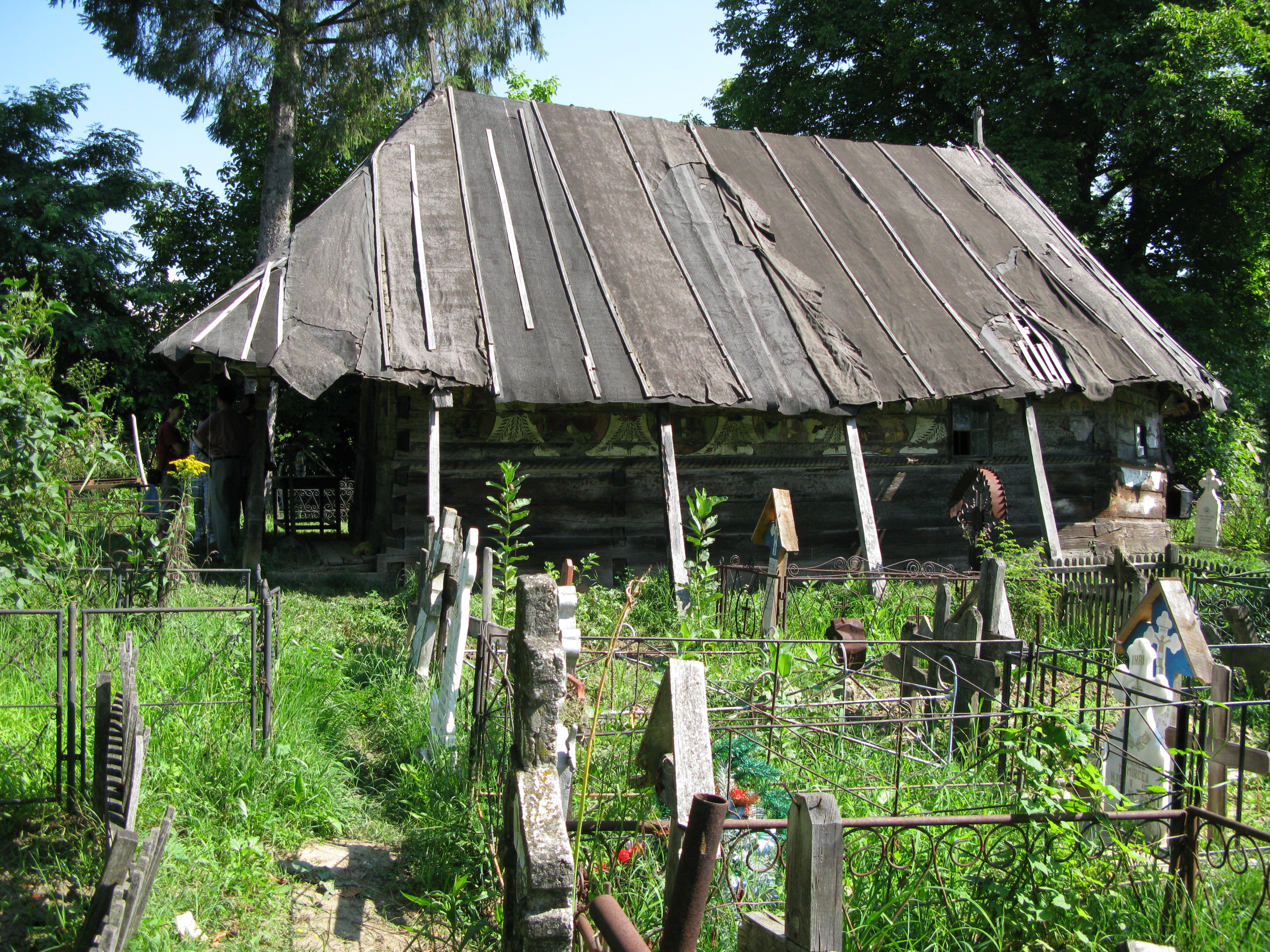
Gesamtansicht vor Beginn der Restaurierungsarbeiten (2012)

Die Holzkirche Urși  (Gemeinde Popești) im Kreis Vâlcea, Nord-Oltenien in Rumänien ist eine im 18. Jahrhundert erbaute orthodoxe Kirche und der Mariä Verkündigung und dem Erzengel Michael geweiht. Im 19. Jahrhundert wurde die Kirche innen und außen bemalt. Die Kirche ist in die Liste der Baudenkmäler Rumäniens aufgenommen. Der bauliche Zustand ist jedoch, gemessen an aktuellen Fotos der rumänischen Wikipedia-Seite dieser Kirche besorgniserregend. Die kleine Kirche ist vom Dorffriedhof umgeben.

## Geschichte
Als Baudatum der Holzkirche von Urși wurde das Jahr 1757 überliefert. Über der Eingangspforte befindet sich ein in kyrillischen Buchstaben geschriebenes Chronogramm für das Jahr 7303, es entspricht nach heutiger Kalenderrechnung den Jahren 1794–1795. Dieser Zeitraum wird dem „alten Stifter“ – Ion Danciu und einem Priester Constandin zugerechnet. Die Erforschung der frühen Baugeschichte wird durch lückenhafte oder fehlende schriftliche Überlieferung erschwert.
Die Berichte über die zweite Bauphase sind genauer. 1843 wurde das Gotteshaus restauriert und neu bemalt. Als neue Stifter wurde Nicolae Milcoveanu mit seiner Familie erwähnt, er war ein offenbar vermögender Landpächter; Grund und Boden des Dorfes waren im Klosterbesitz von Dintr-un Lemn verblieben.
Die Rufnamen der Maler wurden ebenfalls an der Kirchenfassade überliefert, sie lauten Gheorghe, Nicolae und Ion.
Im Jahr 1850 wurde die Kirche durch ein Erdbeben beschädigt. Im Jahr 1930 wurde die heutige Dorfkirche „St. Johannes der Täufer“ errichtet, die Holzkirche am Rande des Friedhofs wird verschlossen und nur noch bei Beerdigungen und Feiern benutzt, das Gebäude gerät in baulichen Verfall, die letzte Reparatur wurde 1943 ausgeführt.
Im Rahmen seiner kunsthistorischen Studien besucht Andrei Panoiu das Dorf und fertigt eine Beschreibung an. Als Folge des zunehmenden Interesses an der Kirche versuchte der damalige Pfarrer des Dorfes die Mittel für eine Kirchenrestaurierung von staatlichen Behörden zu beantragen, was jedoch durch die staatliche Bürokratie verhindert wurde. Als Notsicherung beschaffte der Pfarrer Jahr für Jahr einige Bahnen Dachpappe aus dem Dorf.
Im Jahr 1988 sind die Schäden am Dach und die Folgeschäden im Inneren schon deutlich sichtbar. Die Revolution von 1989 in Rumänien ermöglichte es der Kirche wieder stärker auf die Erhaltung ihrer Gebäude zu achten. Die rumänische Regierung beschloss 2001 das Gesetz über den Schutz der historischen Denkmäler. 2004 wurde die Kirche als Kulturdenkmal ausgewiesen. Im Juli 2009 führt eine Gruppe von Kunststudenten der staatlichen Universität Bukarest Untersuchungen an der Kirche durch. Im Jahr 2009 bildet sich eine Unterstützergruppe der rumänischen Architektenkammer, des Rumänischen Bauernmuseums und der staatlichen Universität Bukarest sowie der Vereinigung PERT Verband 37. Im Oktober 2009 wurde im Amtsblatt als Regierungsbeschluss 426 Maßnahmen zur Restaurierung der Holzkirche Urși angekündigt, die auch mit einem Investitionsrahmen für Tourismusprojekte (Straße der Holzarchitektur) ergänzt wurden. Die Kommunalverwaltung bietet das Restaurierungsprojekt als öffentlich geförderte Baumaßnahme an, findet jedoch keinen geeigneten Auftragnehmer. Die vorgesehenen Fördergelder wurden bis auf notwendige Mittel für die Schadensdokumentation ungenutzt an den Staatshaushalt zurückgereicht. 
Im Juni 2012 bricht ein hölzernes Teil im Inneren der Kirche, die Einsturzgefahr veranlasst den Bauingenieur Viorel Iordan mit einer Gruppe Bauhandwerkern die Notsicherung der Kirche vorzunehmen.

## Architektur
Das vorrangige Baumaterial dieser Kirche besteht aus Holz. Das tragende Balkenwerk sowie Füllbretter, Fenster und die Eingangstür wurden in der überlieferten rustikalen Bauweise errichtet. Die relativ schmale Eingangspforte besitzt trotz ihrer Enge zwei Flügeltüren und ein auf geschnitzten Holzsäulen gestütztes Vordach. Eine Zwischenwand trennt vom sakral genutzten Innenraum einen schmalen Vorraum ab. Der gesamte Innenraum wird von einer Holztonne überwölbt die mit biblischen Szenen bemalt wurde. Die Stirnseiten wurden mit dicht an dicht gereihten Ikonen versehen. Die Seitenwände und die Trennwand zeigen Heiligenbilder. Der Raumgröße entsprechend wurden nur kleine Fenster in den Wänden eingefügt. Der Boden wurde mit Dielenbrettern ausgelegt. Beim Bau der Kirchenwände wurde Putz aufgetragen, um die Wände zu glätten. Diese wurden anschließend in mehreren Schichten getüncht. Die traditionelle Dacheindeckung bestand aus mehrlagigen aufgenagelten Holzschindeln, die bei der zuletzt durchgeführten Dachreparatur mit streifenförmigen Bahnen dünner, unbesandeter Teerpappe überzogen wurden.

## Malerei

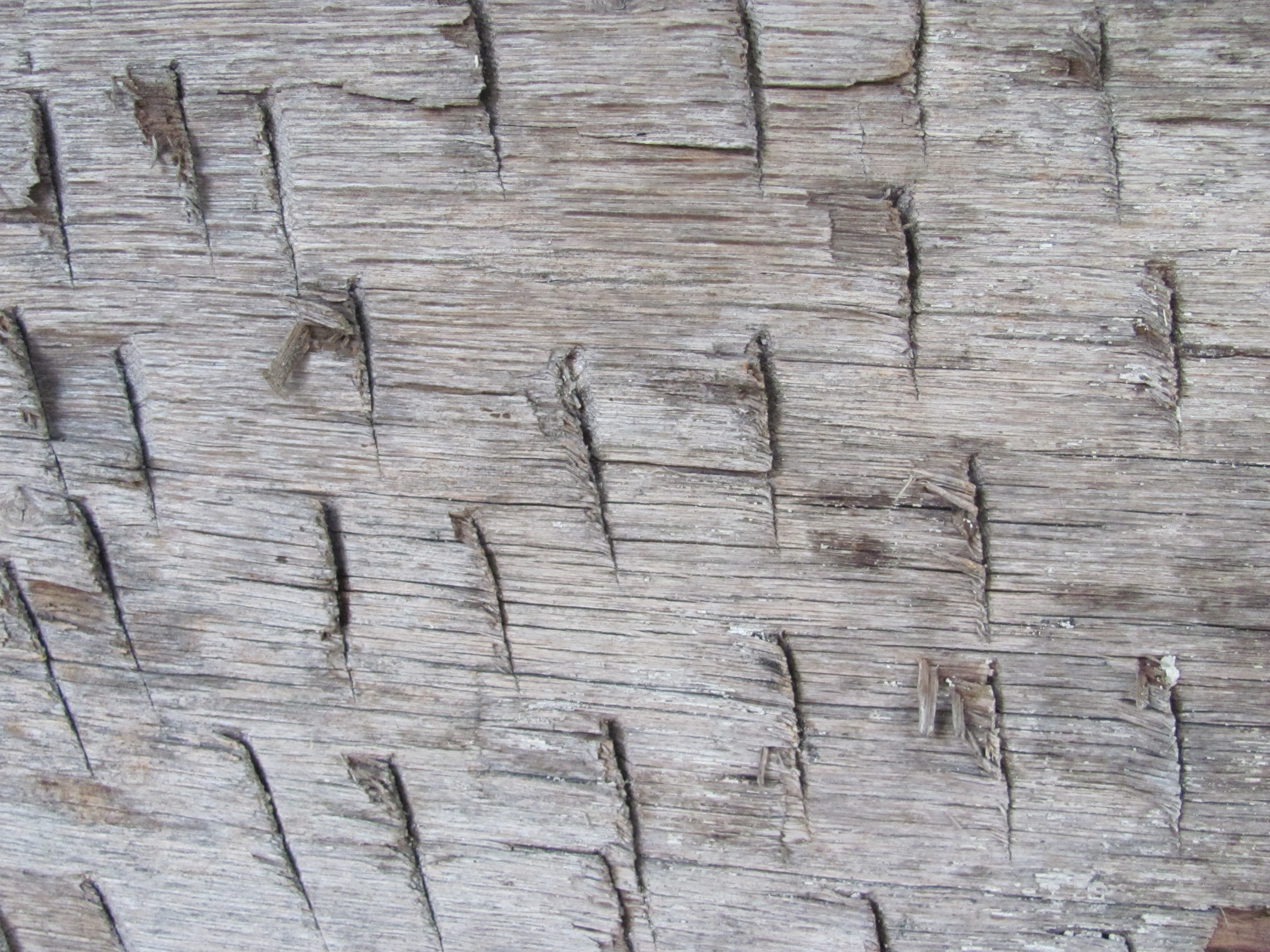
Detailansicht einer mit Beilhieben vorbereiteten Holzoberfläche

Den orthodoxen Sitten entsprechend, wurden sowohl die Innenräume der Kirche (Altar – Naos – Vorhalle) bemalt, aber auch die äußeren Wände. Die verwendete Maltechnik im Stil der Freskomalerei wird für hölzerne Bildträger selten verwendet, da das Holz durch die klimatischen Schwankungen den Malgrund sehr viel stärker beansprucht als eine solide Steinwand. Beim Bau wurden die Mörtelschichten Arriccio und Intonaco direkt auf die vorbearbeiteten Holzbretter aufgetragen. Man verbesserte die erforderliche Anhaftung des Malgrundes (Putzschicht) durch eine Vielzahl von Beilhieben und erreichte so die Aufrauung und Vergrößerung der Holz-Kalkputz-Kontaktfläche. Die Pigmente wurden in Wasser auf den noch feuchten Kalkputz aufgetragen.
Die verwendeten Motive folgen dem klassischen Bildprogramm der byzantinischen Tradition.

## Restaurierung
Im Jahr 2010 begann der Bauingenieur Viorel Iordan mit einer Gruppe Bauhandwerkern die Notsicherung der Kirche. Das Restaurierungsvorhaben wurde auch von der Rumänisch Orthodoxen Kirche genehmigt und wissenschaftlich von der Staatlichen Kunstakademie in Bukarest betreut. Um das einsturzgefährdete Dach des Gebäudes zu sanieren, wurde um die Kirche eine hölzerne überdachte Gerüstkonstruktion errichtet. Die in den letzten Jahrzehnten aufgetragenen Teerpappeschichten und die aus verwitterten Holzschindeln bestehende Dachhaut wurde restlos entfernt, um den Zustand der Dachsparren und der Holzdeckenkonstruktion begutachten zu können.